# Benny Fazio
Benito « Benny » Fazio, Jr., interprété par Max Casella, est un personnage fictif de la série télévisée d'HBO Les Soprano. Il est soldat pour la Famille DiMeo.
Initialement associé de Christopher Moltisanti, Benny a commencé à travailler pour la Famille DiMeo avec Chris sous les ordres du capo Paulie Gualtieri et a ensuite travaillé sous les ordres de Chris après son élévation à la tête de l'équipe Soprano.